# Arrest Kazim Kus
Het arrest Kazim Kus is een uitspraak van het Europees Hof van Justitie van 16 december 1992 (zaak C-237/91),
inzake:
- een Turks onderdaan die meer dan één jaar legale arbeid heeft verricht bij dezelfde werkgever in de Bondsrepubliek Duitsland,
- weigering tot verlenging van zijn verblijfsvergunning,
- besluit 1/80 van de Associatieraad,
- directe werking van artikel 6 in dat besluit.

## Besluit 1/80
Besluit nr. 1/80 van de bij de Associatieovereenkomst tussen de Europese Economische Gemeenschap en Turkije in het leven geroepen Associatieraad van 19 september 1980 betreffende de ontwikkeling van de associatie
artikel 6

1. Behoudens het bepaalde in artikel 7 betreffende de vrije toegang tot arbeid van de gezinsleden, heeft de Turkse werknemer die tot de legale arbeidsmarkt van een Lid-Staat behoort:

– na één jaar legale arbeid in die Lid-Staat recht op verlenging van zijn arbeidsvergunning bij dezelfde werkgever indien deze werkgelegenheid heeft;

– na drie jaar legale arbeid en onder voorbehoud van de aan de werknemers uit de Lid-Staten van de Gemeenschap te verlenen voorrang, in die Lid-Staat het recht om in hetzelfde beroep bij een werkgever van zijn keuze te reageren op een ander arbeidsaanbod, gedaan onder normale voorwaarden en geregistreerd bij de arbeidsbureaus van die Lid-Staat;

– na vier jaar legale arbeid, in die Lid-Staat vrije toegang tot iedere arbeid in loondienst te zijner keuze.

2. (...)

3. De wijze van toepassing van de leden 1 en 2 wordt geregeld in de nationale voorschriften.

## Casus en procesverloop
Kazım Kuş (hierna: verzoeker) is een Turks onderdaan.

3. (...) verzoeker [is] op 24 augustus 1980 in de Bondsrepubliek Duitsland binnengekomen, waar hij op 16 april 1981 met een Duitse vrouw in het huwelijk trad. Uit de verwijzingsbeschikking blijkt voorts, dat verzoeker sedert 1 april 1982 zonder onderbreking met een geldige arbeidsvergunning in Duitsland in loondienst is geweest, eerst ongeveer zeven jaar bij dezelfde onderneming, daarna nog bij twee andere werkgevers.

4. Bij beschikking van 6 augustus 1984 weigerde de burgemeester van Wiesbaden de verblijfsvergunning te verlengen die verzoeker in zijn hoedanigheid van echtgenoot van een Duitse vrouw sedert 27 april 1981 had en die op 17 augustus 1983 was verlopen, zulks op grond dat de oorspronkelijke reden van verzoekers verblijf niet meer bestond, doordat zijn huwelijk bij vonnis van 18 oktober 1983 – op 26 april 1984 in kracht van gewijsde gegaan – was ontbonden.

5. Nadat zijn bezwaarschrift tegen de beschikking van de burgemeester van 6 augustus 1984 was afgewezen, stelde verzoeker beroep in bij het Verwaltungsgericht Wiesbaden. Bij beschikking van 23 mei 1985 schorste dit de bestreden beschikking met terugwerkende kracht om ze vervolgens bij vonnis van 30 oktober 1987 te vernietigen, waarbij verweerder werd gelast verzoekers verblijfsvergunning te verlengen.

6. Verweerder ging in [hoger] beroep bij het Hessische Verwaltungsgerichtshof; (...)

Deze rechter heeft het Hof van Justitie verzocht om een prejudiciële beslissing.

## Rechtsvragen
- Verzoeker heeft (m.i.v. 17 augustus 1983) een voorlopige verblijfsvergunning voor de duur van de juridische procedure. Telt het arbeidsverleden dat in deze periode is opgebouwd, mee in de beoordeling? (Neen.)
- Is artikel 6, lid 1, eerste streepje, van toepassing op verzoeker? (Ja.)
- Rechtstreekse werking van artikel 6, lid 1? (Ja.)

Opmerking (1): Het vrije verkeer van werknemers zoals geregeld in de associatie-overeenkomst heeft alleen betrekking op toegang tot de arbeidsmarkt (arbeidsvergunning), en niet op toegang tot de lidstaat. De verblijfsvergunning wordt verleend als uitvloeisel van (de verplichting tot) een arbeidsvergunning.
Opmerking (2): Onder de verblijfsvergunning van 27 april 1981 heeft verzoeker meer dan één jaar legaal arbeid verricht.
Ten tijde van het verzoek tot verlenging van de verblijfsvergunning was er werkgelegenheid bij dezelfde werkgever: verzoeker heeft er zeven jaar gewerkt.

## Uitspraak Hof
Verzoeker heeft recht op verlenging van zijn verblijfsvergunning op grond van artikel 6, lid 1, eerste streepje.

1. Artikel 6, lid 1, derde streepje, van besluit nr. 1/80, moet aldus worden uitgelegd,

dat een Turks werknemer niet voldoet aan de in deze bepaling gestelde voorwaarde van ten minste vier jaar legale arbeid, wanneer hij die arbeid heeft verricht in het kader van een verblijfsrecht dat hem enkel was verleend krachtens een nationale regeling volgens welke het verblijf in het gastland is toegestaan gedurende de procedure ter verkrijging van een verblijfsvergunning; dit geldt ook wanneer het verblijfsrecht van de belanghebbende is bevestigd door een vonnis van een rechter in eerste aanleg, waartegen hoger beroep is ingesteld.

2. Artikel 6, lid 1, eerste streepje, van besluit nr. 1/80 moet aldus worden uitgelegd,
dat een Turks onderdaan die een vergunning tot verblijf op het grondgebied van een Lid-Staat heeft gekregen teneinde aldaar met een onderdaan van die Lid-Staat in het huwelijk te treden, en die aldaar sedert meer dan een jaar met een geldige arbeidsvergunning bij dezelfde werkgever heeft gewerkt, krachtens deze bepaling recht heeft op verlenging van zijn arbeidsvergunning, ook indien zijn huwelijk is ontbonden op het moment waarop over zijn aanvraag om verlenging wordt beslist.

3. Een Turks werknemer die aan de voorwaarden van artikel 6, lid 1, eerste en derde streepje, van besluit nr. 1/80 voldoet, kan zich rechtstreeks op deze bepalingen beroepen teneinde, behalve verlenging van zijn arbeidsvergunning, ook verlenging van zijn verblijfsvergunning te verkrijgen.

### tweede vraag
20. In de eerste plaats zij eraan herinnerd, dat artikel 6, lid 1, van besluit nr. 1/80 de situatie van de Turkse werknemer enkel regelt voor zover het toegang tot arbeid betreft, maar geen betrekking heeft op zijn situatie ten aanzien van het recht op verblijf (zie arrest Sevince (...), r.o. 28).

21. In de tweede plaats blijkt uit de bewoordingen van die bepaling, dat zij van toepassing is op Turkse werknemers die tot de legale arbeidsmarkt van een Lid-Staat behoren; in het bijzonder heeft een Turks werknemer krachtens artikel 6, lid 1, reeds dan recht op verlenging van zijn arbeidsvergunning bij dezelfde werkgever, wanneer hij meer dan één jaar legale arbeid heeft verricht. Deze bepaling stelt de toekenning van dat recht dus niet afhankelijk van andere voorwaarden, en met name niet van de voorwaarden waaronder het recht van toegang en verblijf is verkregen.

23. Hieruit volgt, dat zodra een Turks werknemer meer dan één jaar met een geldige arbeidsvergunning arbeid heeft verricht, hij moet worden geacht aan de voorwaarden van artikel 6, lid 1, eerste streepje, van besluit nr. 1/80 te voldoen, ook wanneer zijn verblijfsvergunning hem oorspronkelijk is verleend voor andere doeleinden dan het verrichten van arbeid in loondienst.

## Betekenis
Verzoeker heeft recht op verlenging van zijn verblijfsvergunning met ingang van 17 augustus 1983 op grond van het verrichten van één jaar legale arbeid. Daarna is voldaan aan het vereiste van vier jaar legale arbeid. Een verblijfsvergunning voor het verrichten van arbeid in Duitsland kan dan niet meer worden geweigerd.
Met dit arrest is de rechtspositie van Turken in Duitsland aanmerkelijk verbeterd.
Dit arrest is een vervolg op het arrest Sevince, waarnaar herhaaldelijk wordt verwezen.